# Can Conill (Cornellà del Terri)
Can Conill és una masia de Cornellà del Terri (Pla de l'Estany) inclosa a l'Inventari del Patrimoni Arquitectònic de Catalunya.

## Descripció
Edifici rural de planta quadrangular, desenvolupat en planta baixa i dues plantes superiors. La coberta és de teula àrab a dues vessants i ràfec senzill acabat amb un canaló afegit. Les parets portants són de maçoneria, amb restes d'arrebossat a les façanes i carreus a les cantonades. Les obertures originàries són emmarcades amb carreus, i llinda d'una sola peça de pedra. Al voltant de la casa hi ha força coberts adossats, d'ús agrícola.